# Getafe
Getafe  è una città di 178 288 (2017) abitanti della Spagna centrale, situata nell'area metropolitana a sud di Madrid, a 10 km dalla capitale.

## Monumenti e luoghi d'interesse

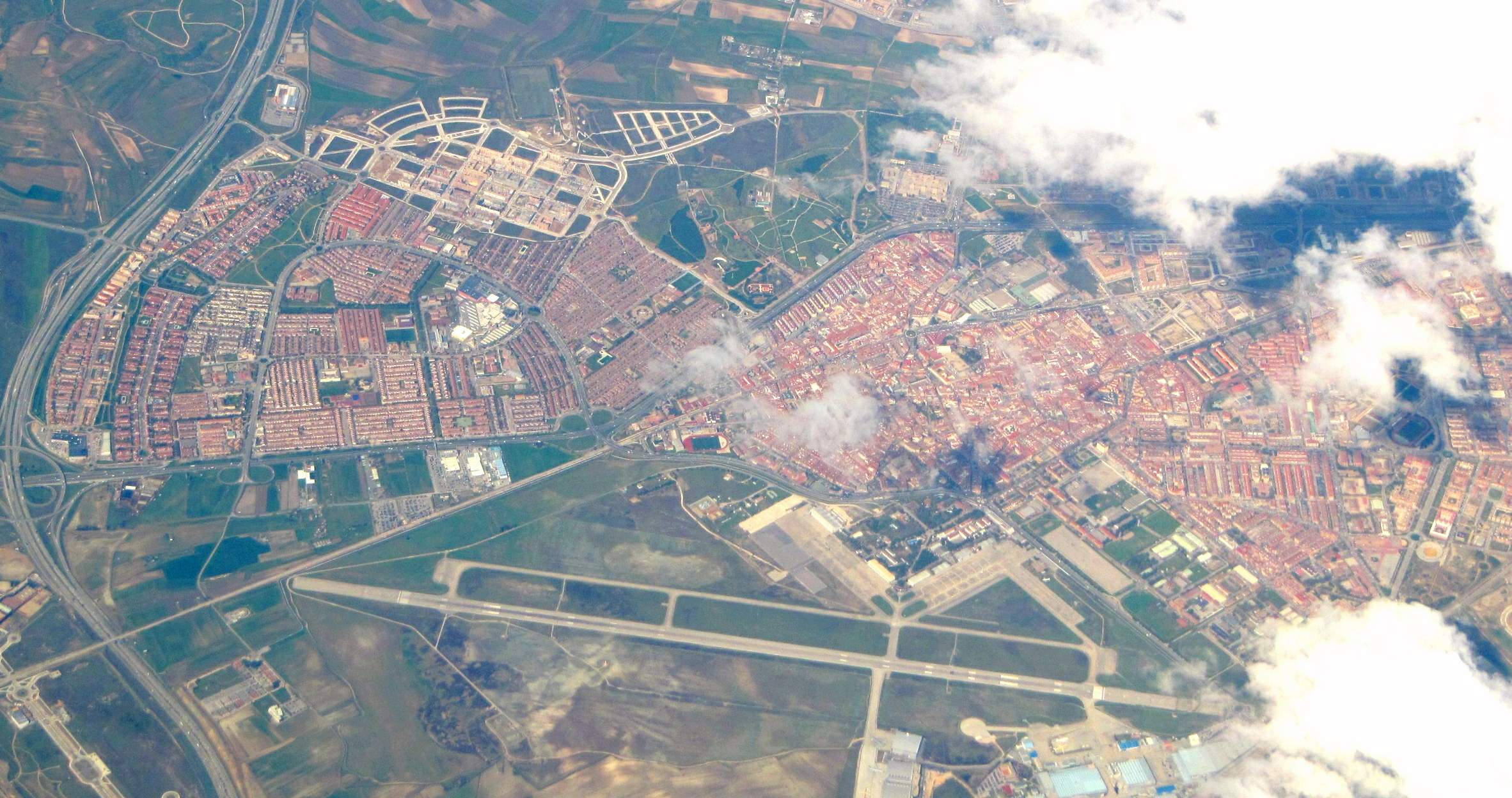
Foto aerea della città

Nei pressi di Getafe troviamo il "Cerro de Los Angeles", storicamente considerato il centro geografico della Spagna. La sua cattedrale è la chiesa della Magdalena (XVI secolo), elevata a tale titolo dopo che fu eretta la diocesi di Getafe nel 1991.

## Istruzione e università
Getafe è sede dell'Università Carlos III, creata nel 1989 e situata nei vecchi alloggi dei militari, rinnovati perfettamente per il loro nuovo uso.

## Clima
| Getafe              | Mesi | Mesi | Mesi | Mesi | Mesi | Mesi | Mesi | Mesi | Mesi | Mesi | Mesi | Mesi | Stagioni | Stagioni | Stagioni | Stagioni | Anno |
| Getafe              | Gen  | Feb  | Mar  | Apr  | Mag  | Giu  | Lug  | Ago  | Set  | Ott  | Nov  | Dic  | Inv      | Pri      | Est      | Aut      | Anno |
| ------------------- | ---- | ---- | ---- | ---- | ---- | ---- | ---- | ---- | ---- | ---- | ---- | ---- | -------- | -------- | -------- | -------- | ---- |
| T. max. media (°C)  | 9    | 11,2 | 15,0 | 18,1 | 21,9 | 27,3 | 31,5 | 30,2 | 25,9 | 19,3 | 13,3 | 9,4  | 9,9      | 18,3     | 29,7     | 19,5     | 19,3 |
| T. min. media (°C)  | 1,6  | 2,0  | 4,7  | 6,9  | 10,2 | 14,5 | 17,7 | 17,3 | 14,3 | 9,7  | 5,1  | 2,2  | 1,9      | 7,3      | 16,5     | 9,7      | 8,9  |
| Precipitazioni (mm) | 42   | 42   | 35   | 45   | 43   | 27   | 10   | 11   | 29   | 50   | 55   | 48   | 132      | 123      | 48       | 134      | 437  |

## Economia
Centro industriale e commerciale, fra le diverse industrie site in Getafe vi è una fabbrica di EADS (precedentemente CASA), dove sono fabbricate molte delle componenti della struttura degli aerei. È sede di un centro logistico di Amazon.

## Infrastrutture e trasporti
La città è sede di un aeroporto militare ("la culla dell'aeronautica spagnola", come recita lo slogan). Inoltre la città risulta essere ben collegata con Madrid, è servita infatti da numerose strade principali (A-4, A-42, N-401 precedente, M-45), dalla metropolitana madrilena, il nuovo metrosur con otto stazioni (Arroyo Culebro, Conservatorio, Alonso Mendoza, Getafe Central, Juan de la Cierva, El Casar, Los Espartales ed El Bercial), da innumerevoli linee di bus (441,442,443,444,447,e 448) e da due linee delle ferrovie nazionali (C-3 e C-4).

## Sport
La squadra di calcio della città, il Getafe Club de Fútbol, milita nella prima divisione spagnola e disputa le gare casalinghe al Coliseum Alfonso Pérez (capienza di 14 000 persone).